# Powiat Pieszczany
Powiat Pieszczany (słow. okres Piešťany) – słowacka jednostka podziału administracyjnego znajdująca się w kraju trnawskim. Powiat Pieszczany zamieszkiwany jest przez 63 927 obywateli (w roku 2002) i zajmuje obszar 381 km². Średnia gęstość zaludnienia wynosi 167,79 osób na km². Miasta: Vrbové i powiatowe Pieszczany.